# Wondere Wereld
TROS Wondere Wereld was een Nederlands televisieprogramma over wetenschap en techniek, uitgezonden door de TROS en geproduceerd en gepresenteerd door Chriet Titulaer. Het programma, dat van 30 oktober 1983 tot en met 16 juni 1989 werd uitgezonden, bracht nieuws op het gebied van wetenschap en technologie. Naast belangrijke nieuwe technologieën (zoals teletekst, ISDN, compact disc, DAT, breedbeeld en RDS) en onderzoeksnieuws van de Nederlandse universiteiten en industriële laboratoria, waren dat vooral de nieuwste 'snufjes' uit Japan, zoals papieren batterijen, blindengeleiderobots en traangashorloges. Ook was er vaak aandacht voor de ruimtevaart, zoals in 1986 voor de ruimtevaartmanifestatie Space '86 en werden er speciale uitzendingen gewijd aan de Firato.
TROS Wondere Wereld werd op wisselende tijden uitgezonden, rond etenstijd maar ook vroeger in de middag of later op de avond en duurde zo'n 25 minuten.De begintune was het nummer Dervish D van Vangelis (van het album Spiral); het begin van Spiral van hetzelfde album werd gebruikt voor de bumper.

## Trivia
In 1986 werd het programma als "Wondere Bovenwereld" gepersifleerd door Wim de Bie als "Chrut Titulaer", "parabroer" van Chriet.